# 芸文志

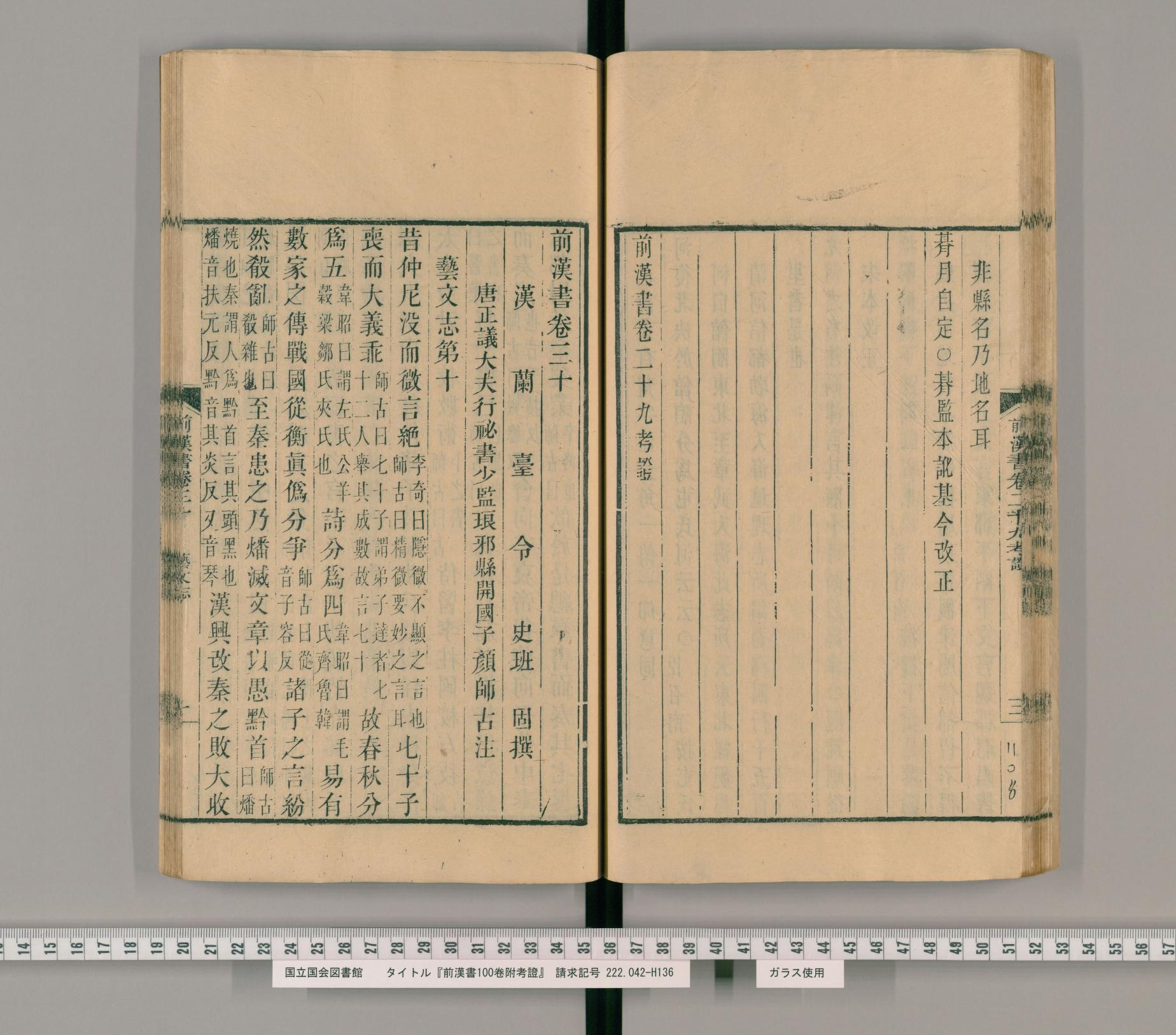
『漢書』芸文志の冒頭部分（国会図書館デジタルコレクション）

芸文志（げいもんし、旧字体：藝文󠄁志）は、『漢書』などの中国の歴史書（正史、二十四史）のなかの篇の名前。紀伝体における「志」の一種。歴史書が扱う時代の図書目録が記されている。『隋書』などでは経籍志（けいせきし、經籍志）と言い換えられる。

## 『漢書』芸文志
「芸文志」の筆頭は、後漢の班固による『漢書』芸文志である。前漢の劉向・劉歆父子による目録『七略』が土台になっている。『七略』は散逸したため、『漢書』芸文志が中国現存最古の目録にあたる。
図書分類法としては、『七略』をもとにした六部分類法（六略）が用いられている。六略それぞれの下に細かい区分（門類）がある。表記方法としては、当時現存していた書名・篇数・巻数を記し、作者・時代・その他を注記している。図書の総計は、596家の著録（13,269巻）に及ぶ。
諸子百家の「～家」の区分は、この『漢書』芸文志の諸子略のなかの区分（九流十家）に由来する。
1. 六芸略
2. 諸子略
3. 詩賦略
4. 兵書略
5. 術数略
6. 方技略

注釈に、上記の注記（班固自注）や、唐の顔師古による注釈がある（漢書#注釈）。考証に南宋の王応麟『漢芸文志考証』や、後述の清の姚振宗の著作がある。
現代日本語訳に以下がある。
- 小竹武夫訳『漢書3』筑摩書房〈ちくま学芸文庫〉、1998年、復刊2010年、ISBN  978-4480084033（原文なし）
- 鈴木由次郎訳注『漢書藝文志』明徳出版社〈中国古典新書〉、初版1968年、ISBN 4896192176（原文あり）

## 『隋書』経籍志
「経籍志」の筆頭は、唐の魏徴らによる『隋書』経籍志である。『隋書』経籍志は、魏晋南北朝時代の各人によって試行錯誤が繰り返されてきた図書分類法の集大成として生まれた四部分類によって編纂されている。その構成は、
1. 経部
2. 史部
3. 子部
4. 集部
5. 道経
6. 仏経

と、四部の後に道仏二教の経典を付録している。なお、各部は、さらに門類に細分されている。各条には、書名、巻数、撰者を記し、兵乱によって亡失したものには、「亡」と注記している。
現代日本語の注釈書に以下がある。
- 興膳宏、川合康三『隋書經籍志詳攷』汲古書院、1995年、ISBN 9784762924811

## 『旧唐書』経籍志
唐の滅亡後、五代後晋の時代に勅命によって編纂された『旧唐書』にも、「経籍志」が立てられている。この志も、
1. 甲部経録
2. 乙部史録
3. 丙部子録
4. 丁部集録

の四部分類を踏襲している。ただし、『隋書』とは異なり、道仏二教を四部以外に分出してはいない。また、丙部子録中には類書類が新設されている。
『旧唐書』が撰せられたのは、10世紀初めだが、「経籍志」に関しては五代の書目ではない。所収の典籍の年代は、玄宗の開元年間（713年 - 741年）にまで遡り、当時の書目『古今書録』（別名『開元四庫書目』）40巻の抄出であるため、以後の典籍は含まれていない。

## 『新唐書』芸文志
『新唐書』は、北宋の欧陽脩等が、勅命により『旧唐書』の失を補うべく編纂した正史である。『旧唐書』では篇名が「経籍志」だったが、『漢書』に倣い「芸文志」に改めた。一方で、分類法は当時の四部分類法が用いられている。
1. 甲部経録
2. 乙部史録
3. 丙部子録
4. 丁部集録

本志は、玄宗期の『古今書録』に基づき、そこに記載されたか否かにより、「著録」か「不著録」と注記している。加えて中国仏教関連で、丙部子録道家類の附篇として「釈氏類」が設けられている。

## その他
『宋史』芸文志、『明史』芸文志がある。

## 清代の考証・補志
清代の考証学の時代には、正史の芸文志（経籍志）に対する考証や、芸文志を欠く正史への「補志」が盛んに行われた。
例として、姚振宗『漢書芸文志拾補』『隋書経籍志考証』『三国芸文志』などがある（坂出 2018, pp. 188–191 に一覧が載っている）。

## 関連文献
- 『唐書経籍芸文合志』（上海：商務印書館、1956年）
- 會谷佳光『宋代書籍聚散考』（汲古書院、2004年）
- 余嘉錫『古書通例　中国文献学入門』（古勝隆一・嘉瀬達男・内山直樹訳注、平凡社東洋文庫、2008年） ISBN 9784582807752